# آ.اس.آ ترگو مورش
انجمن ورزشی ترانسیلوانیا ۲۰۱۳ تورگومورش (به رومانیایی: Asociația Sportivă Ardealul 2013 Târgu Mureș) که با نام آ. اس. آ ترگو مورش شناخته می‌شود. یک باشگاه فوتبال در شهر ترگو مورش در رومانی می‌باشد که در لیگا رومانی، بالاترین لیگ فوتبال رومانی بازی می‌کند.